# منى وفيق
منى وفيق هي صحفية وشاعرة وقاصّة من المغرب. اشتغلت محررة ومراسلة للعديد من الجرائد والمجلات والمواقع العربية. نالت العديد من الجوائز الأدبية، ولها مشاركات مختلفة في عدد من الملتقيات الفكرية والإبداعية.

## سيرة ذاتية
ولدت منى وفيق في 29 مارس 1981م بالرّباط، وهي خرّيجة أدب إنجليزي من جامعة محمد الخامس بالرباط، وحاصلة على بكالوريا آداب عصرية ميزة مستحسن. وعملت مراسلة للجريدة المغربيّة «أحداث البوغاز» من عام 2001م إلى عام 2002م، ومحررة بالصفحة الثقافية من أسرة مجلّة حطّة الإماراتيّة الإلكترونيّة من عام 2003م، ومحرّرة أدبية بجريدة «طنجة الأدبيّة» و«طنجة نت» المتخصصة في التكنولوجيا والإنترنت من عام 2004م، ومراسلة موقع سودانيل السوداني وموقع هداية نت من المغرب من عام 2005م، ومراسلة الصفحة الثقافية لمجلة غزالة الليبية وجريدة شباب مصر من المغرب، ومحررة بالمنتدى الثقافي لجريدة الشرق الأوسط اللندنية من عام 2006م، ومراسلة صحيفة إيلاف من المغرب من عام 2007م إلى عام 2008م، ومحررة في موقع أويا الليبي ومراسلة جريدة قورينا الليبية في المغرب من عام 2009م إلى عام 2010م، مراسلة مجلة روتانا من المغرب العربي من عام 2011م، وكاتبة عمود شهري في مجلة دبي الثقافية من عام 2010م إلى عام 2011م.

## المشاركات
- شاركت في الملتقى الوطني للقصة بزاكورة عام 2006م.
- شاركت في الملتقى الثاني للشعر الجديد في صنعاء عام 2006م.
- شاركت في ملتقى المبادرين العرب الشباب بالقاهرة صيف 2006م.
- حضرت كضيفة في احتفالية سرت الثقافية في طرابلس عام 2007م.
- شاركت في لقاء صفحة جديدة في الاردن عمان برعاية المورد الثقافي عام 2007م.
- شاركت في معرض القاهرة الدولي للكتاب، حفل توقيع ديوانها فانيليا سمراء عام 2008م.
- شاركت في مهرجان الأردن (جرش سابقاً)، أمسيات شعرية عام 2009م.
- حلت ضيفة على مهرجان قطر البحري و افتتاح الدوحة عاصمة للثقافة العربية عام 2009م وعام 2010م.
- أقيم لها بيت الشعر في أبو ظبي (أمسية شعرية)، عام 2011م.

## أعمالها
لها عدّة قصص قصيرة منشورة بعدد من المنابر العربيّة: «أخبار الأدب المصرية»، «مجلّة الصّدى»، و«شهرزاد الإمارات»، «مجلة العربي الكويتي»، «جريدة القدس العربي»، «جريدة الزمان اللندنية»، «جريدة الجزيرة السّعوديّة»، «جريدة اليوم السعودية»، «جريدة الحياة الجديدة الفلسطينيّة»، «جريدة الأيّام اليمنيّة»، «جريدة الفجر الأدبي الجزائرية»، «جريدة الصحافة التونسية»، وكذلك أهم المواقع الأدبيّة على الإنترنت: «إيلاف»، «الحقائق الثقافية»، «آبسو»، «ديوان العرب»، ومن مؤلفاتها:
- «نعناع، شمع وموت» (مجموعة قصصية)، عن دار شرقيات المصرية.
- «فانيليا سمراء» (ديوان)، عن دار أزمنة الأردنية.
- «نيون أحمر» (ديوان)، عن دار النهضة العربية، ببيروت.
- «لعب دوت كوم» (مجموعة قصصية)، عن دار افاق المصرية عام 2012م.[3]
- «حافة حادة لنصف صحن مكسور»، عن روافد للنشر والتوزيع عام 2017م.[4]

## الجوائز
- الجائزة الثانية لمسابقة بدايات للقصة القصيرة في المغرب.
- الجائزة الثانية لمسابقة صلاح هلال للقصة في مصر والعالم العربي.
- الجائزة الثانية لمسابقة نادي جازان الأدبي السعودي.
- الجائزة الأولى لمجلة هاي الأمريكية.
- جائزة الاستحقاق من جائزة ناجي نعمان للثقافة والنشر.
- الجائزة الأولى لراديو البي بي سي bbc و مجلة العربي الكويتي للقصة.
- كرمت من قبل موقع عالم نوح بدرع الموقع بتاريخ 22-4-2012.